# 卡農 (帕海貝爾)
《約翰·帕海貝爾卡农》（Pachelbel's Canon）是巴洛克时期德国作曲家约翰·帕赫贝尔最著名的作品，来自他的《D大調卡農與吉格，为3把小提琴与通奏低音而作》（德語：Kanon und Gigue in D-Dur für drei Violinen und Basso Continuo）。因为它是最著名的卡農樂曲，有时也以“卡农”代指。然而实际上卡農（Canon）並非曲名，而是一種曲式。
卡農（Kanon）在字面上是「輪唱」的意思；吉格（Gigue）則是「舞曲」。D大调卡农作於1680年，是巴洛克時期的音樂作品，原版由三個小提琴演奏，并以大鍵琴和大提琴及魯特琴伴奏。它曾被改編為多個不同版本，供不同樂器組合演奏。它原有吉格舞曲伴隨，但現在很少演奏這段。

## 结构
卡农部分虽然有名，但原曲是卡农和吉格为一组构成的，卡农之后接着演奏吉格。
1. Kanon（卡农）D大调 4/4拍
2. Gigue（吉格）D大调 12/8拍

### 卡农
- 卡农 D大调 4/4拍

此曲一般的演奏法，開始時以大提琴啟奏2小节低音部分（黑色部份），
低音部分2小节为单位的和声不断循环，重复28次。
- D - A - Bm - F♯m - G - D - G - A 或
- I - V - vi - iii - IV - I - IV - V

大提琴的旋律

之后三把小提琴間隔八拍先後加入。小提琴全部拉奏完全相同旋律，前後僅三段不同的旋律，每段僅兩小節的旋律供重複拉奏。

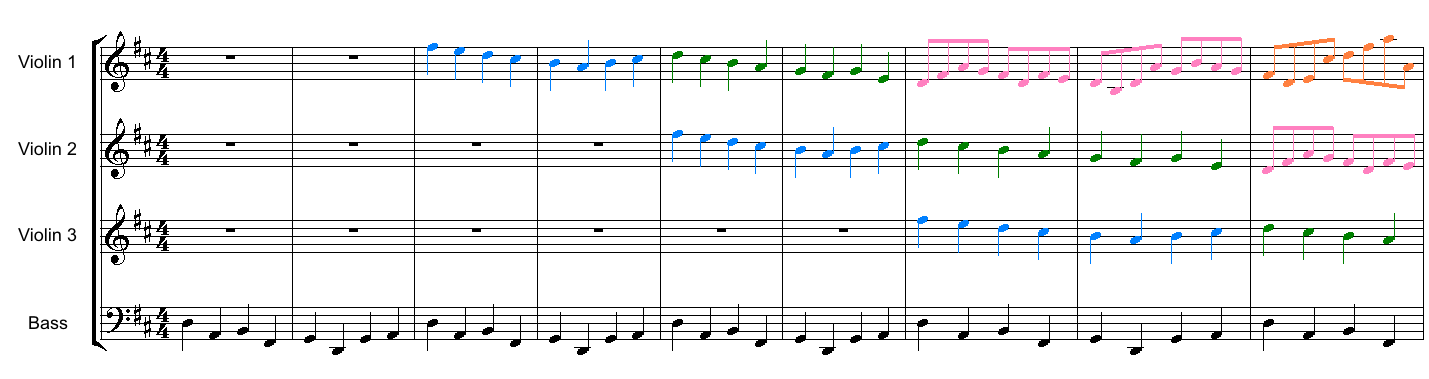
卡農構造

### 吉格
- 吉格 D大调 12/8拍

和第一曲卡农相比，吉格单独演奏的机会很少。在作曲上是以赋格化处理开始的典型吉格。

## 大逆循环
乐曲中段卡农的和弦进行被称为大逆循环，非常悦耳，从巴洛克时期直至现在被无数作曲家所喜爱并使用。初学作曲的人往往也会很自然的写出类似的和弦进行，足可见其容易理解的简单性和乐曲的优美性。不过，大逆循环也因此容易成为缺乏创意的代名词。虽然通常俗称为卡农进行，但它和传统的卡农曲式不是一个概念，需要特别注意。
另外，上述和弦（D - A - Bm - F♯m - G - D - Em/G - A）的一部分改为代理和弦，在低音部

D - C♯ - B - A - G - F♯ - E (or G) - A

这样的下行进行的乐曲也非常多。

## 卡農曲使用實例

### 流行歌曲
- 愛神之子 -《Rain and Tears》
- Dragon Ash - 《Grateful Days》
- Eternity∞ - 《Wonderful World》
- 謝霆鋒 - 《慌》
- 胡清藍 - 《兩個世界》（電影《十分愛》的插曲）
- 伍思凱 -《這邊那邊》
- 丸子 - 《愛你卡農》
- 黎明 - 《情歸於盡》
- Shine - 《祖與占》
- 品冠 - 《無可救藥》
- 羅志祥 -《好朋友》
- 李克勤 - 《一個都不能少》
- Yangpa - 《사랑.. 그게 뭔데》（愛情…那是什麼？）（雷深如《我錯》原曲）
- 谭维维 - 《如果有来生》
- 古巨基《初心》
- AKMU  《Last goodbye》
- 鄭埻夏  《키 큰 노총각 이야기》（A Story of a Tall Old Bachelor）
- Westlife  《Beautiful in White》
- 周興哲《怎麼了》
- Maroon 5《Memories》
- Doja Cat《Fancy》
- Vitamin C《Graduation (Friends Forever)》
- 庾澄慶 - 《情非得已》
- 王心凌 - 《當你》
- 汪蘇瀧 - 《小星星》
- 五月天 - 《知足》
- 五月天 - 《戀愛ING》
- 楊宗緯 - 《一次就好》
- Ed Sheenran - 《Perfect》
- 許冠傑《搵嘢做》
- 中信兄弟-《勝利卡農》
- 村民 (樂團) - 《向西行》

### 電子音樂
- 丹尼爾·羅森菲爾德（C418） - 〈I Glove Thy Flob〉[1][2]

### 艺术歌曲
- 周鑫泉- 《雪花的快乐》

### 廣告
此曲亦曾被採用成廣告的背景音樂，例如：
- 可口可樂全城喝球廣告
- ABB廣告
- 潘婷泰國版廣告（只提供泰語）
- 推出的AQUOS平面電視（經過改編）
- now財經台的宣傳廣告（投資決策篇）
- 丸韓日本銀行的宣傳廣告（只提供高棉語）
- 羊毛標記（英语：Woolmark）（由澳大利亞羊毛創意股份有限公司擁有商標）的宣傳廣告（只提供英語）
- 香港醫療輔助隊的政府宣傳片
- 香港維他VLT檸檬茶的電視宣傳廣告（由馮允謙主唱的饒舌）
- 日本 2014年 TOSANDO music CM 父親以彈奏卡農取代發表女兒的婚禮致詞
- cpjobs.com 2017 做返自己

### 電影
- 《凡夫俗子》
- 《我的野蠻女友》：採用了此曲的鋼琴獨奏改編版——喬治·溫斯頓（George Winston）的專輯《December》中的《帕赫貝爾的卡農變奏曲》（Variations on the Canon by Pachelbel），更使之風靡一時。
- 《假如爱有天意》（클래식）：作为主题曲之一
- 《新世紀福音戰士劇場版》DEATH篇：使用此曲的弦樂四重奏版作為配樂
- 《十分愛》
- 《金色琴弦》
- 《Kanon》
- 《奇諾之旅》
- 《大逃杀》
- 《我和尋回犬的10個約定》
- 《以愛之名：翁山蘇姬》: 翁山蘇姬於軟禁處彈卡農，嚇到駐守的士兵。
- 《麥兜噹噹伴我心》
- 《整容天后》
- 《2013我愛HK 恭喜發財》：由宋沛言加入歌詞的《喜上有囍》为電影主題曲之一。

### 電視
- 香港亞洲電視節目《撻著》开头音乐
- 2003年 《海豚灣戀人》背景音乐
- 2005年 日劇《救命病棟24時》第三季背景音乐 第六集中小島楓為逝世的未婚夫尋求救護車運送片段
- 2007年 《求婚大作战》（プロポーズ大作战） 第一集中婚礼幻灯片的背景音乐。
- 2012年 《給愛麗絲的奇蹟》配樂
- 2013年 韓國Mnet《Monstar》（鋼琴四手聯彈）
- 2014年 台灣三立台灣台《世間情》
- 2015年 香港無綫電視《蜜月到訪》開場音樂
- 2018年《延禧攻略》第20集，高貴妃組西洋樂隊演奏的音樂
- 2022年《開端》劇中作為鈴聲，出現在該劇中每次循環裡爆炸前

### 遊戲
- 魔法門（在結尾中被使用）
- 勁舞團（被改編成Canon Groove及Canon 2007）
- 太鼓之達人（被改編成街機11代的新歌）
- 富甲天下1（赌场中的背景音乐）

### 改編
- JerryC 的 Canon Rock
- The Piano Guys 的 Rockelbel's Canon（页面存档备份，存于）

## 外部連結
- 帕海貝爾卡農：国际乐谱典藏计划上的乐谱
- Midi-files, videos, and sheet resources from Johann Pachelbel's Canon（页面存档备份，存于）
- Canon in D（卡農） | 巴洛克音樂 （页面存档备份，存于） - M5 Music （页面存档备份，存于）
- Harmony and voice leading of the ›Pachelbelsequenz‹（页面存档备份，存于）
- YouTube上的Historical performance of the Canon on original instruments by Voices of Music using baroque instruments, bows, and playing techniques